# Михаил Ходорковски
Михаил Борисович Ходорковски (рус. Михаил Борисович Ходорковски; Москва, 26. јун 1963) је руски олигарх и опозициони активиста који тренутно живи у Лондону. Године 2003. сматрало се да је Ходорковски најбогатији човек у Русији, са богатством процењеним на 15 милијарди долара, и био је на 16. месту на Форбсовој листи милијардера.
Ходорковски је стекао своје богатство током 1990-их добијањем контроле над одређеним бројем сибирских нафтних поља уједињених под именом Јукос, једне од највећих компанија које су настале приватизацијом државне имовине током 1990-их (шема позната као „Кредити за акције“).
Ходорковски је 2001. године основао Отворену Русију, реформски настројену организацију која намерава да „изгради и ојача грађанско друштво“ у земљи. У октобру 2003. ухапсиле су га руске власти и оптужиле за превару. Влада под Владимиром Путином, председником Руске Федерације, потом је замрзнула акције Јукоса убрзо након тога на основу пореских давања. Путинова влада је предузела даље акције против Јукоса, што је довело до колапса цене акција компаније и испаравања већег дела богатства Ходорковског. У мају 2005. проглашен је кривим и осуђен на девет година затвора. У децембру 2010. године, док је још служио казну, Ходорковски и његов пословни партнер Платон Лебедев додатно су оптужени и проглашени кривима за проневеру и прање новца, затворска казна Ходорковском је продужена до 2014. Након што је Ханс-Дитрих Геншер лобирао за његово ослобађање, Путин је помиловао Ходорковског, пуштајући га из затвора 20. децембра 2013.
Након пуштања из затвора Ходорковски је напустио Русију и поново покренуо Отворену Русију, настојећи да промовише реформе, поштене и слободне изборе, политичко образовање, заштиту новинара и активиста и поштовање владавине права. Важи за једног од главних критичара Владимира Путина и његове власти.